# ایمی وبر
ایمی وبر (انگلیسی: Amy Weber؛ زادهٔ ۲ ژوئیهٔ ۱۹۷۰) یک هنرپیشه، و مانکن (فرد) اهل ایالات متحده آمریکا است.